# Lei de bases do património cultural
A Lei de bases do património cultural Português é um diploma legal, com escopo na Constituição do País, que estabelece as bases da política e do regime de proteção e valorização do património cultural em Portugal e estatui como direito e dever de todos os cidadãos preservar, defender e
valorizar o património cultural.

## História
Em 7 de Março de 1932 o estado português por meio do Decreto n.º 20.985 já oficializou políticas de proteção e valorização do patrimônio e também pelo decreto n.º 27.633, de 3 de Abril de 1937 e em 1985 a Assembleia da República aprova a lei n.º 13/85, de 6 de julho com a oficialização do presidente da Assembleia da República Fernando Monteiro do Amaral e foi promulgada pelo presidente da república António Ramalho Eanes e chancelada pelo Primeiro-Ministro Mário Soares em  3 de Junho de 1985 .

### 2001
Em 2001 a Assembleia da República aprova a Lei nº 107/2001 que foi promulgada em 22 de agosto de 2001.

## ONU e UNESCO
A nível internacional existe a Convenção para a Proteção do Patrimônio Mundial, Cultural e Natural, aprovada em 1972.